# Tarzan and the Ant Men
Tarzan and the Ant Men (Brasil: Tarzan e os Homens-Formigas / Portugal: Tarzan e os Homens Formiga) é um romance de autoria do escritor norte-americano Edgar Rice Burroughs. Publicado em 1924, é o décimo de uma série de vinte e quatro livros sobre o personagem Tarzan.

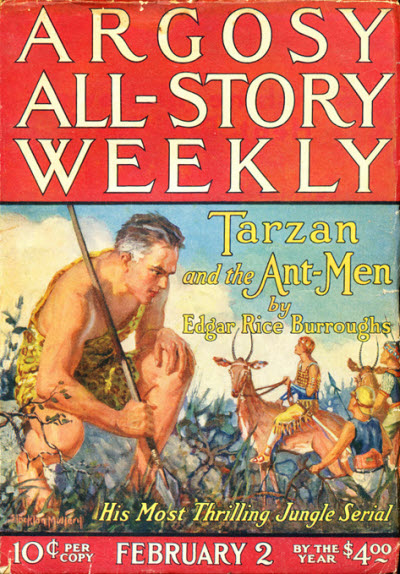
Argosy All-Story Weekly de 2 de fevereiro de 1924, com Tarzan and the Ant Men como história de capa.

## Resumo
Para seu primeiro voo solo, Tarzan decide sobrevoar a Grande Floresta de Espinhos e conhecer sua terra misteriosa. Contudo, o avião cai e Tarzan, inconsciente, é capturado por uma enorme e primitiva mulher das cavernas, que o leva para ser seu marido.
O homem-macaco consegue se libertar e fica atônito quando descobre uma raça guerreira composta por "homens-formigas", de menos de cinquenta centímetros de altura. Eles cavalgam minúsculos antílopes e moram em colmeias extensas, como formigueiros gigantescos. Tarzan fica amigo da tribo dos Trohanadalmakus, que fazem guerra a seus rivais, os Veltopismakus.
Tarzan acaba prisioneiro dos Veltopismakus, cuja estranha ciência o reduz ao tamanho de um homem formiga. Nessa condição, o senhor da selva é levado para trabalhar numa pedreira, onde encontra alguns companheiros da tribo amiga. O herói precisa cavar sua liberdade antes de voltar ao tamanho normal e morrer soterrado nas catacumbas sob a cidade dos Veltopismakus.
Enquanto isso,  Esteban Miranda,o criminoso sósia de Tarzan, é aprisionado pelo canibal Obebe. Ele traz consigo um punhado de diamantes que roubou do homem macaco -- e planeja fugir, o que causará novos problemas a Jane e Korak.

## História editorial
A narrativa foi escrita de 20 de junho a 22 de novembro de 1923.
Apareceu inicialmente em sete números da revista pulp Argosy All-Story Weekly, de 22 de fevereiro a 15 de março de 1924, com capa do primeiro número assinada por Stockton Mulford e decorações no alto das páginas de cada edição por Roger B. Morrison.
Em 30 de setembro de 1924, saiu a primeira edição em livro pela A.C. McClurg, com ilustração de capa e contracapa de autoria de J. Allen St. John.
No Brasil, a obra foi publicada primeiramente pela Companhia Editora Nacional em 1935, dentro da destacada coleção Terramarear, onde recebeu o número 38, com uma tiragem de dezessete mil exemplares. Quatro outras edições se seguiram, entre 1947 e 1958, com tiragens de dez mil unidades, exceto a quarta, que teve cinco mil e foi publicada em dois volumes. A tradução ficou a cargo de Paulo de Freitas.
Em 1971, com o título de Tarzan e os Homens-Formiga, foi a vez da Editora Record publicar o romance no Brasil, com tradução de Ruy Jungmann e capa de Burne Hogarth. Ao todo, a editora lançou oito narrativas de Tarzan.
Em Portugal, o livro foi lançado pela Portugal Press, de Lisboa.

## Adaptações

### Quadrinhos
A primeira quadrinização foi na forma de tiras diárias, ilustradas por Rex Maxon, publicadas nos periódicos de 25 de janeiro a 18 de junho de 1932, com roteiro de R. W. Palmer.
A primeira adaptação para revistas em quadrinhos, bastante reduzida, foi lançada pela Gold Key Comics (selo da Western Publishing) no início de 1968. As ilustrações são de Russ Manning e o roteiro, de Gaylord Du Bois.
Essa versão ilustrada pelo respeitado Russ Manning foi editada no Brasil pela EBAL, ainda no final da década de 1960, e reeditada na revista "Tarzan", em 1986.
Manning estreou nas páginas de domingo dos jornais com outra adaptação do romance, publicada entre 14 de janeiro e 16 de junho de 1968. Tanto as ilustrações quanto o roteiro são de sua autoria.
Em "Tarzan Annual #3", de 1979, a Marvel Comics apresentou a história Ant Men and She-Devils, roteirizada por Bill Mantlo e ilustrada por Sal Buscema, Richard Villamonte e Joe Sinnott.

Em 1945, a Withman, selo da Western Publishing publicou uma adaptação para a série de livros ilustrados Better Little Books, com capa de John Coleman Burroughs, filho do escritor.